# SunExpress Deutschland
SunExpress Deutschland GmbH — колишня німецька авіакомпанія, що спеціалізувалася на курортних напрямках. Штаб-квартира знаходиться у Франкфурті. Це дочірнє підприємство SunExpress, яке є спільним підприємством Turkish Airlines та Lufthansa. Його основна база — Франкфуртський аеропорт з меншими базами в ряді інших аеропортів по всій Німеччині.
23 червня 2020 року SunExpress оголосив, що SunExpress Deutschland припинить свою діяльність у 2020 році та буде ліквідований. Його маршрутна мережа буде частково передана SunExpress та Eurowings.

## Історія
Компанія SunExpress Deutschland була заснована 8 червня 2011 року як дочірня компанія SunExpress та почала операції трьома Boeing 737-800. Заснована для польотів з Німеччини до Червоного моря. Ці маршрути вперше були надані 2 листопада 2011 року, і мережа з тих пір була розповсюджена ще на декілька інших туристичних напрямків у Південній Європі та Північній Африці.

## Флот
Флот SunExpress Deutschland на квітень 2018:
| Тип             | В дії | Замовлено | Пасажирів | Пасажирів | Пасажирів | Примітки               |
| Тип             | В дії | Замовлено | C         | Y         | Разом     | Примітки               |
| --------------- | ----- | --------- | --------- | --------- | --------- | ---------------------- |
| Airbus A330-200 | 7     | —         | 21        | 289       | 310       | працюють для Eurowings |
| Boeing 737-800  | 11    | —         | —         | 189       | 189       |                        |
| Разом           | 18    | —         |           |           |           |                        |